# Titularbistum Bria
Bria  ist ein Titularbistum der römisch-katholischen Kirche. 
Es geht zurück auf ein früheres Bistum der gleichnamigen antiken Stadt in der kleinasiatischen Landschaft Phrygien im Westen der heutigen Türkei. Es gehörte der Kirchenprovinz Laodicea ad Lycum an.
| Titularbischöfe von Bria |                      |                                      |                  |                |
| Nr.                      | Name                 | Amt                                  | von              | bis            |
| 1                        | Paulo Rolim Loureiro | Weihbischof in São Paulo (Brasilien) | 22. Mai 1948     | 4. August 1962 |
| 2                        | John James Ward      | Weihbischof in Los Angeles (USA)     | 16. Oktober 1963 | 15. Juni 1996  |